# Selección de voleibol de Hungría
La Selección de voleibol de Hungría es el equipo masculino de voleibol representativo de Hungría en las competiciones internacionales organizadas por la Confederación Europea de Voleibol (CEV), la Federación Internacional de Voleibol (FIVB) o el Comité Olímpico Internacional (COI). La organización de la selección está a cargo de la Magyar Roplabda Szovetseg. 

## Historia
La selección de Hungría ha sido un equipo de buen nivel en los 50, 60 y 70. Ha participado en los  Juegos Olímpicos de Tokio 1964, edición en cual se enfrentaron diez equipos según el sistema de todos contra todos, terminando en sexta posición.
Disputa ocho de las nueve ediciones del Campeonato Mundial organizadas entre 1949 y 1978 y obtiene su mejor registro en el mundial de Unión Soviética 1952: tras ganar el grupo A, se califica por la liguilla final terminando en quinta plaza con tan sólo una victoria (3-0 a Francia) en cinco partidos.
En el Campeonato Europeo ha conseguido subir dos veces al podio. En 1950 acabando tercera la liguilla final por detrás de la Unión Soviética y de Checoslovaquia. En la edición disputada en Rumania y ganada por la anfitriona, ha conseguido el subcampeonato por delante de los soviéticos. En el torneo de Finlandia 1977 acaba en cuarto lugar tras perder la semifinal ante la Unión Soviética y la final por el bronce ante Rumania en ambas ocasiones por 3-0. 
Su última participación en un torneo internacional hasta la fecha ha sido en el Campeonato europeo de 2001 acabado en décimo lugar.

## Historial
| \| - Tokío 1964: 6° - México 1968: No clasificada - Múnich 1972: No clasificada - Montreal 1976: No clasificada \| - Moscú 1980: No clasificada - Los Ángeles 1984: No clasificada - Seúl 1988: No clasificada - Barcelona 1992: No clasificada \| - Atlanta 1996: No clasificada - Sídney 2000: No clasificada - Atenas 2004: No clasificada - Pekín 2008: No clasificada \| - Londres 2012: No clasificada - Río de Janeiro 2016: \| | | |                                                       |
| - Tokío 1964: 6° - México 1968: No clasificada - Múnich 1972: No clasificada - Montreal 1976: No clasificada | - Moscú 1980: No clasificada - Los Ángeles 1984: No clasificada - Seúl 1988: No clasificada - Barcelona 1992: No clasificada | - Atlanta 1996: No clasificada - Sídney 2000: No clasificada - Atenas 2004: No clasificada - Pekín 2008: No clasificada | - Londres 2012: No clasificada - Río de Janeiro 2016: |

| \| - 1949: 7° - 1952: 5° - 1956: 8° - 1960: 6° - 1962: 7° \| - 1966: 10° - 1970: 11° - 1974: No clasificada - 1978: 14° - 1982: No clasificada \| - 1986: No clasificada - 1990: No clasificada - 1994: No clasificada - 1998: No clasificada - 2002: No clasificada \| - 2006: No clasificada - 2010: No clasificada - 2014: No clasificada - 2018: \| |                                                                                   | |                                                                              |
| - 1949: 7° - 1952: 5° - 1956: 8° - 1960: 6° - 1962: 7° | - 1966: 10° - 1970: 11° - 1974: No clasificada - 1978: 14° - 1982: No clasificada | - 1986: No clasificada - 1990: No clasificada - 1994: No clasificada - 1998: No clasificada - 2002: No clasificada | - 2006: No clasificada - 2010: No clasificada - 2014: No clasificada - 2018: |

| Liga Mundial          |
| --------------------- |
| - Sin participaciones |

| \| - 1948: No clasificada - 1950: 3° - 1951: No clasificada - 1955: 7° - 1958: 5° - 1963: 2° - 1967: 6° - 1971: 5° \| - 1975: 11° - 1977: 4° - 1979: 8° - 1981: No clasificada - 1983: 11° - 1985: No clasificada - 1987: No clasificada - 1989: No clasificada \| - 1991: No clasificada - 1993: No clasificada - 1995: No clasificada - 1997: No clasificada - 1999: No clasificada - 2001: 10° - 2003: No clasificada - / 2005: No clasificada \| - 2007: No clasificada - 2009: No clasificada - / 2011: No clasificada - / 2013: No clasificada - / 2015: No clasificada \| | | | |
| - 1948: No clasificada - 1950: 3° - 1951: No clasificada - 1955: 7° - 1958: 5° - 1963: 2° - 1967: 6° - 1971: 5° | - 1975: 11° - 1977: 4° - 1979: 8° - 1981: No clasificada - 1983: 11° - 1985: No clasificada - 1987: No clasificada - 1989: No clasificada | - 1991: No clasificada - 1993: No clasificada - 1995: No clasificada - 1997: No clasificada - 1999: No clasificada - 2001: 10° - 2003: No clasificada - / 2005: No clasificada | - 2007: No clasificada - 2009: No clasificada - / 2011: No clasificada - / 2013: No clasificada - / 2015: No clasificada |

| \| - 1965: 7° - 1969: No clasificada - 1977: No clasificada - 1981: No clasificada \| - 1985: No clasificada - 1989: No clasificada - 1991: No clasificada - 1995: No clasificada \| - 1999: No clasificada - 2003: No clasificada - 2007: No clasificada - 2011: No clasificada \| - 2015: No clasificada \| |                                                                                             |                                                                                             |                        |
| - 1965: 7° - 1969: No clasificada - 1977: No clasificada - 1981: No clasificada | - 1985: No clasificada - 1989: No clasificada - 1991: No clasificada - 1995: No clasificada | - 1999: No clasificada - 2003: No clasificada - 2007: No clasificada - 2011: No clasificada | - 2015: No clasificada |

### Otras competiciones
| Liga Europea |
| --- |
| - 2004: No clasificada - 2005: No clasificada - 2006: No clasificada - 2007: No clasificada - 2008: No clasificada - 2009: No clasificada - 2010: No clasificada - 2011: No clasificada - 2012: No clasificada - 2013: 12° - 2014: No clasificada |

## Medallero
| Competición        | Oro | Plata | Bronce | Total |
| ------------------ | --- | ----- | ------ | ----- |
| Juegos Olímpicos   | 0   | 0     | 0      | 0     |
| Campeonato Mundial | 0   | 0     | 0      | 0     |
| Campeonato Europeo | 0   | 1     | 1      | 2     |
| Liga Mundial       | 0   | 0     | 0      | 0     |
| Copa Mundial       | 0   | 0     | 0      | 0     |
| Total              | 0   | 1     | 1      | 2     |